# Schloss Vogelöd
El Castillo Vogelöed (o Schloss Vogelöd por su título original), es un clásico del cine mudo alemán basado en un relato de Rudolf Stratz, dirigido por Friedrich Wilhelm Murnau y adaptado por el guionista cinematográfico austriaco Carl Mayer. Se rodó en 1921 después de la Primera Guerra Mundial y durante la República de Weimar, en la época del cine expresionista alemán.

## Argumento
Es una película de suspense y misterio, en la que varios aristócratas son invitados a un castillo a la espera de la baronesa Safferst, el primer conde Oetsch se autoinvita a este encuentro, en el que no es bienvenido por sospechas de ser el asesino de su propio hermano, quien era el primer marido de la baronesa, pero, por lo contrario Oetsch se queda argumentando y asegurando que él es inocente y averiguará quién fue realmente el asesino. 

## Reparto

### Personajes principales
- Arnold Korff - El Señor Vogelschrey.
- Lulu Kyser-Korff - Mujer de Vogelschrey.
- Lothar Mehnert - Conde Johann Oetsch.
- Paul Bildt - Barón Safferstätt.
- Olga Tschechova - Baronesa Safferstätt.

### Personajes secundarios
- Paul Hartman - Conde Peter Oetsch.
- Herman Vallentin - Juez jubilado del Tribunal del Distrito.
- Julius Falkenstein - Hombre asustadizo (o agobiado).
- Victor Bluetner - Sacerdote.

### Personajes terciarios
- Robert Leffler - Mayordomo.
- Georg Zawatzky - Ayudante de cocina.
- Loni Nest - Niña pequeña.

## Equipo
- Director: F.W. Murnau.
- Cinematógrafos: László Schäffer y Fritz Arno Wagner.
- Guionista: Carl Mayer.
- Productor: Erich Pommer.
- Compositor:  Neil Brandt.